# Ширма (вид бороди)

Ширма (вид бороди) (англ. — вид бороди, також відомий як Донегал або Лінкольн. Тип бороди, який росте вздовж лінії щелепи і повністю покриває підборіддя. Головне не плутати з антарктичним видом бороди, яка теж росте вздовж лінії щелепи, але не повністю покриває підборіддя.
Широкої популярності набула в часи, коли її носив Авраам Лінкольн.
В Іспанії цей вид бороди пов'язують з культурним прогресом 1970-х. Тоді її носив відомий письменник Альваро Помбо.
В нинішні часи Ширма поширена серед одружених чоловіків Амішів.

## Відомі приклади
- Пітер Купер — американський промисловець, винахідник, філантроп. Сконструював і збудував перший американський паровоз.
- Поль Крюгер — бурський державний і політичний діяч, президент Трансваалю.
- Авраам Лінкольн
- Александр Макензі
- Молодий Герман Мелвілл
- Бригам Янґ